# Panficato
Il panficato è un dolce tipico dell'isola del Giglio.

## Descrizione
Pietanza nata a Giglio Castello, il borgo fortificato dell'isola, utilizzando i frutti dell'isola: i fichi e l'uva essiccati al sole su piastre di granito.
Somiglia al panforte senese e molto probabilmente proprio da esso deriva. Infatti nel 1544, dopo una feroce scorreria saracena la famiglia dei Medici ripopolò l'isola con un trasferimento forzato di popolazioni di origine senese che continuarono la loro tradizione utilizzando però ciò che offriva l'isola.
Nella ricetta originaria al posto del vino, troppo prezioso, veniva utilizzata della vinella ottenuta dai raspi bagnati lasciati fermentare. Miele e cioccolato venivano aggiunti solo dalle famiglie abbienti.
Per preparare il panficato occorrono ben due giorni di lavorazione.